# إيف ليتريم
إيف ليتريم (Yves Camille Désiré Leterme) (مواليد 6 أكتوبر 1960)، سياسي بلجيكي وزعيم الحزب المسيحي الديموقراطي الفلامنكي وهو رئيس الوزراء البلجيكي رقم 48.
قدم استقالته للملك البلجيكي ألبرت الثاني بعد سحب الدعم المقدم للحكومة من الحزب المسيحي الديموقراطي الفلامنكي.
إيف كاميل ديزيري ليتريم (مواليد 6 أكتوبر 1960 في ويرفيك) هو سياسي بلجيكي، وزعيم الحزب الديمقراطي المسيحي الفلمنكي. تولى منصب رئيس وزراء بلجيكا من نوفمبر 2009 إلى ديسمبر 2011.
شغل ليتريم منصب رئيس وزراء بلجيكا في الفترة من مارس 2008 إلى ديسمبر 2008. شغل مناصب أخرى كذلك، فعمل وزيرًا للخارجية، ونائب رئيس الوزراء، ووزيرًا للميزانية والإصلاحات المؤسسية والنقل في الحكومة الاتحادية البلجيكية، وهو رئيس وزراء ولاية فلاندرز سابقًا ووزير فلمنكي للزراعة ومصائد الأسماك. اسمه فرنسي، ولكن كنيته فلمنكية. يجيد ليتريم اللغة الهولندية والفرنسية والإنجليزية.
في 14 يوليو 2008، قدّم ليتريم استقالته للملك ألبرت الثاني، وذلك في خضم مواجهة الفشل الوشيك في الوفاء بالموعد النهائي المفروض عليه لسن «الإصلاح الدستوري» والذي ينطوي على توسع في نقل السلطات إلى الجماعات المتحدثة بثلاث لغات في البلاد. في 17 يوليو، رفض الملك ألبرت استقالة ليتريم بعد عقد مشاورات مع قادة الأحزاب السياسية والنقابات العمالية ورابطة أصحاب العمل. عوضًا عن ذلك، عين الملك لجنة مؤلفة من ثلاثة أشخاص من ممثلي الجماعات اللغوية للتحقيق في كيفية استئناف عملية الإصلاح. كان من المقرر أن تقدم اللجنة تقريرها إلى الملك بحلول 31 يوليو 2008.
في 19 ديسمبر 2008، قدّم ليتريم استقالته للملك ألبرت الثاني بعد أزمة أحاطت ببيع فورتيس إلى مجموعة بي إن بي باريبا البنكية. قبل الملك استقالته واستقالة حكومته في 22 ديسمبر 2008. بقي ليتريم رئيسًا للوزراء حتى 30 ديسمبر حيث جرى تعيين هيرمان فان رومبوي خلفًا له. في 24 نوفمبر 2009، جرى الإعلان عن ليتريم رئيسًا للوزراء مجددًا، خلفًا لفان رومبوي، الذي وقع الاختيار عليه ليصبح أول رئيس للمجلس الأوروبي.
في 22 أبريل 2010، قدم ليتريم استقالته مجددًا للملك ألبرت الثاني بعد أن تراجع الحزب الفلمنكي البارز، حزب الليبراليين والديمقراطيين الفلمنكيين المفتوح، عن دعمه للحكومة الائتلافية. أعقبت ذلك انتخابات في يونيو أسفرت عن محاولات مطولة للتفاوض على حكومة ائتلافية. بقي ليتريم رئيسًا للوزراء، ولكنه أعلن في 13 سبتمبر 2011 أنه سيغادر المنصب بحلول نهاية العام لتولي منصب نائب الأمين العام في منظمة التعاون والتنمية في الميدان الاقتصادي. في 6 ديسمبر 2011، خلف إليو دي روبو ليتريم في منصب رئيس الوزراء، منهيًا بذلك أطول فترة حكومة مؤقتة في الدول المتقدمة. في اليوم التالي، جرى تعيين ليتريم وزير دولة فخري.

## نشأته
ولد إيف ليترم في 6 أكتوبر 1960 في مدينة ويرفيك في مقاطعة ويست فلاندرز. ينتمي أحد والديه إلى جماعة الوالون، ولذلك نشأ ليتريم يتحدث لغتين بطلاقة. درس القانون في جامعة لوفان الكاثوليكية حيث حصل على درجة البكالوريوس في الحقوق عام 1981 ثم درس في جامعة خنت حيث حصل على درجة البكالوريوس في العلوم السياسية عام 1983، ودرجة الماجستير في القانون عام 1984، ودرجة الماجستير في الحقوق عام 1985.

## مسيرته المهنية
قبل اضطلاع ليتريم بالسياسة الوطنية، عمل مدقق حسابات في ديوان المحاسبة البلجيكي. أصبح لاحقًا مساعدًا ثم أمينًا وطنيًا لحزب الشعب المسيحي إلى أن استقال ليصبح موظفًا مدنيًا لدى الاتحاد الأوروبي. في عام 1997، حصل على إجازة غير محدودة من هذا المنصب عندما عُيّن عضوًا في البرلمان البلجيكي. شغل عضوية مجلس مدينة يبر منذ عام 1995. شغل منصب عضو مجلس الشيوخ في يبر من عام 1995 إلى عام 2001.
في عام 1997، جرى تعيينه عضوًا في مجلس النواب وانتُخب في عامي 1999 و2003. بعد هزيمة الحزب الديمقراطي الفلمنكي في الانتخابات العامة لعام 2003، خلف ستيفان دي كليرك رئيسًا للحزب. في عام 2004، أصبح إيف ليتريم وزير رئيس الحكومة الفلمنكية. ازدهرت فلاندرز خلال فترة ولايته. عمل إيف ليتريم على زيادة النشاط الاقتصادي والرفاه الاجتماعي في فلاندرز. جعل الحكومة الفلمنكية «حكومة استثمارية»، فركز الاستثمارات على البنية الأساسية واللوجستيات المرتبطة بمناخ الأعمال والرفاه الاجتماعي (ولا سيما منطقة ميناء فلاندرز، ودور المسنين، ورعاية الأطفال، وإدماج المهاجرين). لتعجيل عملية الاستثمار، شجع على استخدام هياكل الشراكات بين القطاعين العام والخاص. علاوة على ذلك، نفذت حكومة إيف ليتريم ميزانية صارمة –بدأت حكومته بديون ضمنية كبيرة في فلاندرز، وسُددت جميعها بفضل سياسته.
10 يونيو 2007، أُجريت انتخابات حصل ليتريم خلالها على 796,521 صوتًا، ما أدى إلى فوز حزبه فوزًا ساحقًا. كان هذا ثاني أعلى عدد من الأصوات على الإطلاق في الانتخابات الوطنية البلجيكية. في 21 ديسمبر 2007، أصبح نائب رئيس وزراء بلجيكا ووزير الميزانية والنقل والإصلاح المؤسسي. في 23 مارس، حصل ليتريم على ثقة المجلس ليكون رئيس الوزراء.

## خلافات
شعر العديد من الصحفيين الناطقين بالفرنسية بالإهانة من آراء ليتريم السياسية المتمثلة بالمطالبات التي تحظى بتأييد واسع النطاق في فلاندرز والتي تدعو من أجل توسعة الحكم الذاتي الإقليمي. نددوا به باستمرار لوصفه تصريحاتهم بالاستفزازية أو الخاطئة.

أثناء مقابلة مع صحيفة التحرير الفرنسية في آب 2006، أدلى ليتريم، الناطق بلغتين ومن أب ناطق بالفرنسية (ويحمل اسم فرنسي)، بملاحظة حول عموم فشل السكان الناطقين بالفرنسية ورفضهم تعلم اللغة الهولندية والتحدث بها في بعض البلديات، ولا سيما البلديات ذات المرافق اللغوية.
في البداية، تمثلت الفكرة بإمكانية تكيف العديد من المتكلمين الفرنسيين مع الواقع اللغوي الجديد. إلا أنه تجلى عدم قدرة الناطقين بالفرنسية على تعلم اللغة الهولندية فكريًا.
اعترض أبرز السياسيين الناطقين بالفرنسية على تلك الملاحظة، بما في ذلك إليو دي روبو وإيزابيل دورانت وبعض السياسيين الفلمنكيين مثل باسكال سميت وغي فانهنجل. في صحيفة دي ستاندار الفلمنكية الصادرة في 28 أغسطس، فسر ليترم ما ورد عنه: «يُسمح لي بالتساؤل حول سبب الافتقار إلى المعرفة باللغة الهولندية وإن كانت المسألة عدم الرغبة أو عدم القدرة على ذلك.»
زعم تقرير إخباري صادر عن مؤسسة راديو وتلفزيون بلجيكا الناطق بالفرنسية أن ليتريم صرّح في البرلمان الفلمنكي بأنّه لا يحتاج الملك. وفقًا للصحف الفلمنكية، أُخذت هذه الجملة من سياق حديثه عن إنشاء أنظمة أساسية فلمنكية، فالتشريعات التي أقرها البرلمان الفلمنكي، على النقيض من التشريعات الفيدرالية، لا تحتاج إلى توقيع الملك لتصبح قانونًا، وإنما يُكتفى بتوقيع وزير الولاية الفلمنكية.
في إحدى المناسبات، ذكر ليتريم أن جميع البلجيكيين يشتركون بثلاثة أمور فقط، الملك وفريق كرة القدم وبعض البيرة. عندما طلب منه أحد الصحفيين التلفزيونيين تسمية الحدث الذي يُحتفل به يومًا وطنيًا لبلجيكا بتاريخ 21 يوليو من كل عام، أخطأ ليتريم بالإجابة قءائلًا أنّه إعلان الدستور، بينما كانت الإجابة الصحيحة هي يوم تتويج أول ملك في البلاد، ليوبولد الأول ملك بلجيكا. سُئِل لاحقًا عن معرفته بالنسخة الفرنسية من النشيد الوطني البلجيكي، فبدأ يغني النشيد الوطني الفرنسي، بدلًا من النشيد الوطني البلجيكي بالفرنسية.
تسبب ليتيرم بإحداث بلبلة أخرى في ديسمبر 2007 أثناء مقابلة أجراها مع صحيفة كونسينترا، عندما ندد بامتلاك مؤسسة راديو وتلفزيون بلجيكا الناطق بالفرنسية برنامجها السياسي الخاص، إذ اعتبره دعاية للسياسية جويل ميلكيه من المركز الديمقراطي الإنساني وأنّ المؤسسة أصبحت من بقايا الماضي. قارن ليتريم كذلك الإذاعة بإذاعة ميل كولينز، التي كانت منفذًا دعائيًا روانديًا ضد شعب التوتسي خلال الإبادة الجماعية في رواندا، على الرغم من أنه ذكر فيما بعد أنه لم يستشهد إلا بما قيل في الأوساط السياسية.

## روابط خارجية
- إيف ليتريم على موقع الموسوعة البريطانية (الإنجليزية)
- إيف ليتريم على موقع مونزينجر (الألمانية)
- إيف ليتريم على موقع إن إن دي بي (الإنجليزية)